# Scavolino
Scavolino is een plaats (frazione) in de Italiaanse gemeente Pennabilli.